# NGC 7497
NGC 7497 is een balkspiraalstelsel in het sterrenbeeld Pegasus. Het hemelobject werd op 15 oktober 1784 ontdekt door de Duits-Britse astronoom William Herschel.

## Synoniemen
- UGC 12392
- MCG 3-59-2
- ZWG 454.3
- KUG 2306+179
- IRAS 23065+1754
- PGC 70569